# 邦戈山

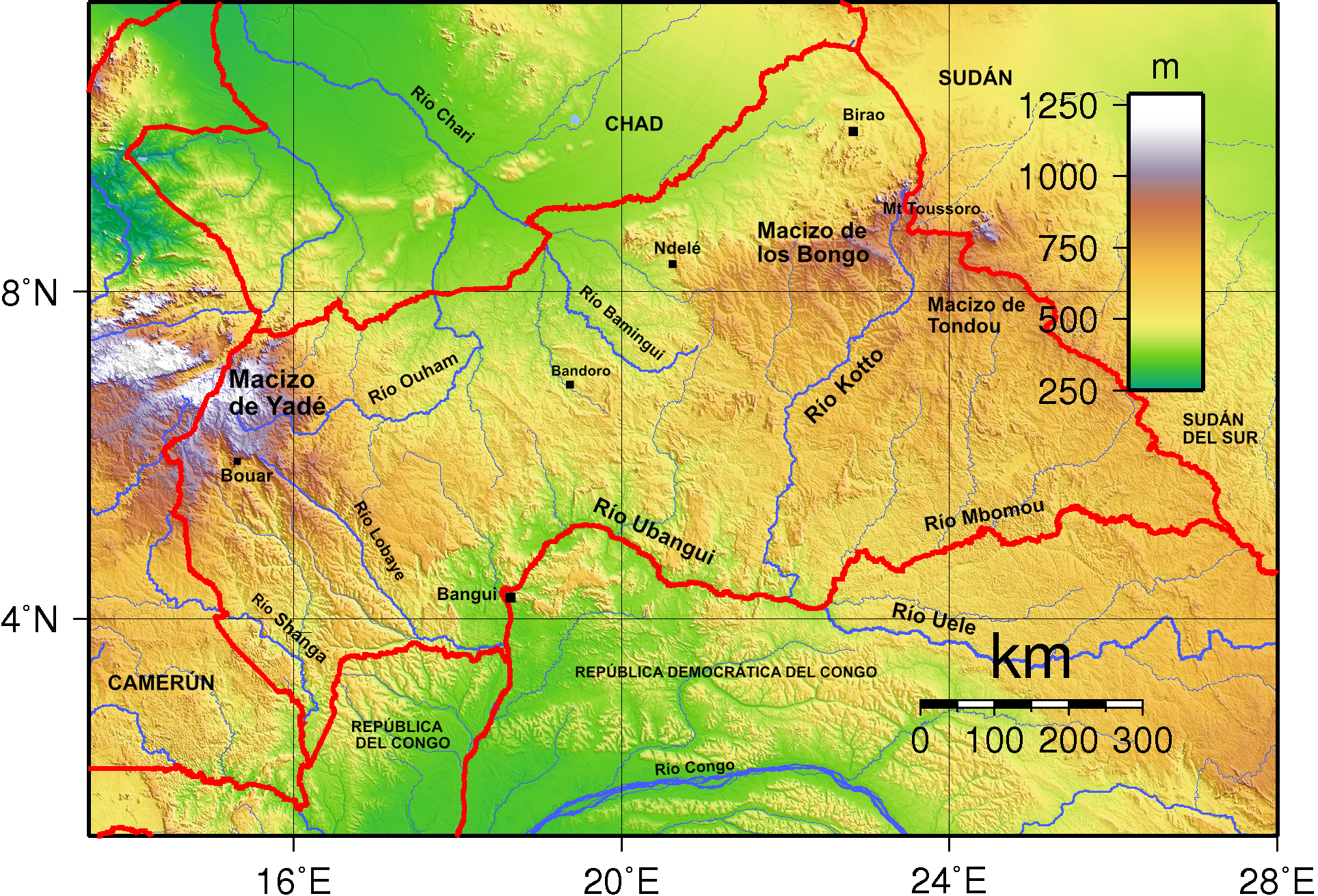
邦戈山地形图

邦戈山（法語：massif des Bongo）是中部非洲國家中非共和國東北部的山脈，毗鄰與蘇丹接壤的邊境，是基爾河的發源地，也是尼羅河和剛果河的分水嶺，該山脈最高點海拔高度1,368米。
08°40′0″N 22°25′0″E / 8.66667°N 22.41667°E